# Přídělový systém v Protektorátu Čechy a Morava

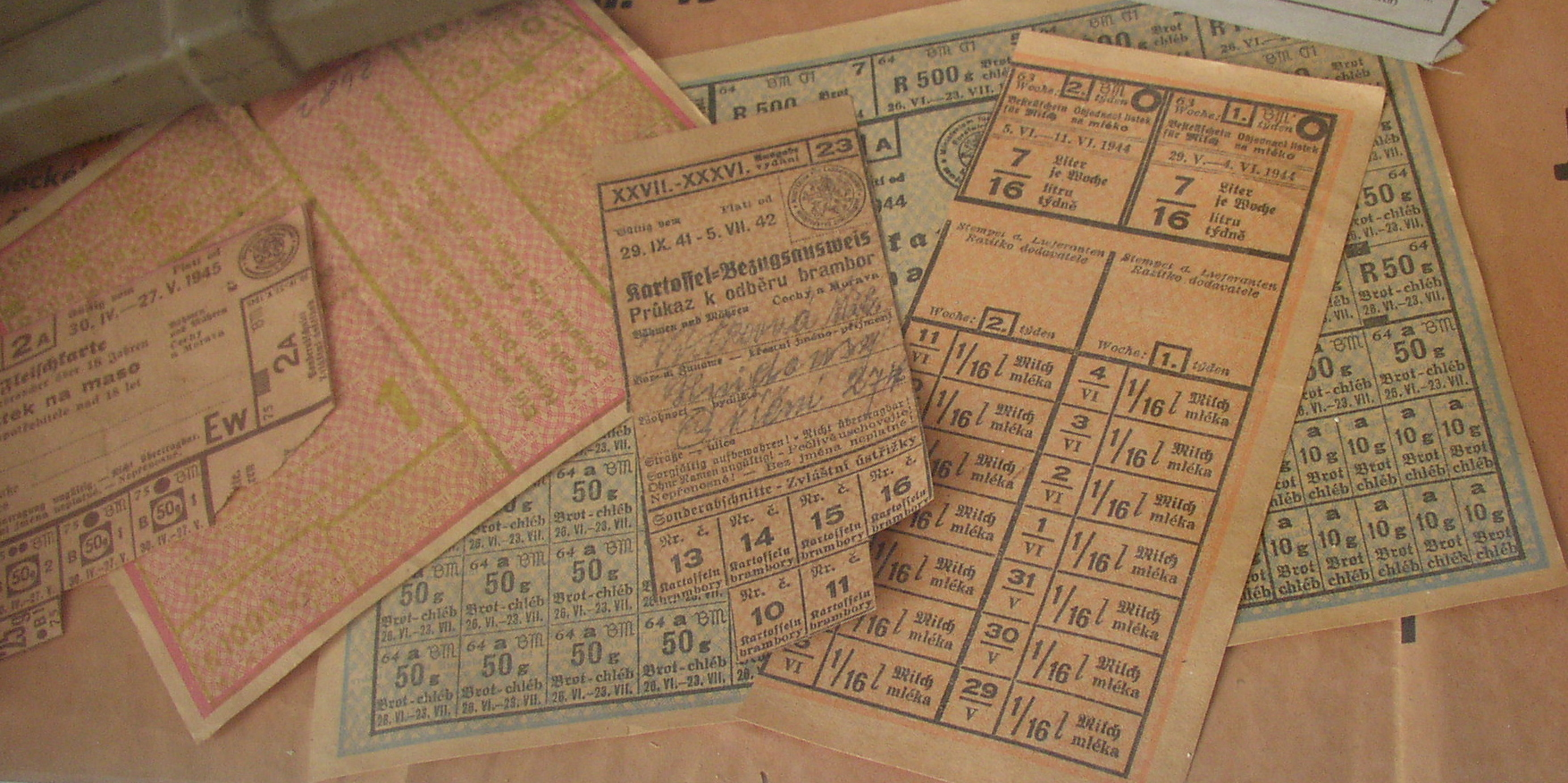
Protektorátní přídělové lístky na potraviny

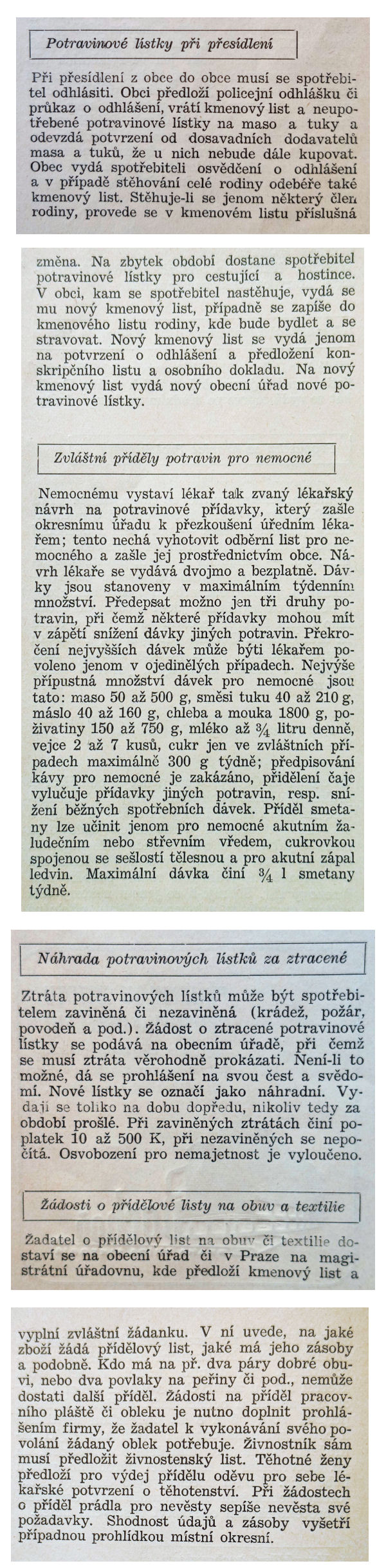
Pravidla pro potravinové a jiné přídělové lístky – Kalendář českého čtenáře na rok 1942

Přídělový systém v Protektorátu Čechy a Morava byl přídělový systém, který fungoval na území Protektorátu Čechy a Morava a kterým bylo rozdělováno zboží různého typu.
Přídělový systém nebyl náhradou peněz. Většina tohoto systému fungovala na principu přímé racionace (přímé poukazy na zboží), menší část pak fungovala na principu bodové racionace (bodová hodnota zboží). Zboží bylo rozděleno do několika skupin, které byly racionovány různými orgány státní správy. Existovalo šest základních skupin přídělových lístků: lístky na potraviny, lístky na oděv, lístky na mýdlo, lístky na tabák, lístky na pohonné hmoty, lístky na krmiva pro nezemědělská zvířata.
Existovalo další zboží, které bylo racionováno, kategorie výše byly nejvíce využívány. Přídělové lístky byly vydávány na tzv. přídělové, zásobovací období (4 kalendářní týdny, které se obvykle nekryly s kalendářním měsícem). Příděly byly rozděleny pro různé věkové a pracovní kategorie. Pokud byl člověk samozásobitelem (produkoval zboží, které bylo na příděl) neměl na dané příděly nárok, byly mu odebrány přídělové lístky. Tento princip fungoval i např. při domácích zabijačkách, kdy byly takovému samozásobiteli odebrány přídělové lístky na určité období. Přídělový systém v Protektorátu Čechy a Morava nebyl dopředu chystán (v Německu byl příděl na potraviny a benzín zaveden těsně před vypuknutím války, 28. srpna 1939), jeho zavedení bylo v rámci snah zabránit nepokojům v počáteční fázi války utajováno až do rozhlasového proslovu ministra Feierabenda 1. října 1939.
Přídělový systém u některých druhů zboží přetrval i po válce a zcela odstraněn byl teprve za měnové reformy v roce 1953.

## Kmenový potravinový lístek (lístek pro domácnost)
Aby bylo možné uplatňovat jednotlivé přídělové lístky, bylo nutné vlastnit tzv. kmenový potravinový lístek. Na tomto bylo uvedeno jméno přednosty domácnosti (většinou hlava rodiny, majitel domu či bytu), složení domácnosti (úmrtí, narození bylo také zaznamenáno) a výdejce jednotlivého zboží. Měl registrační funkci. V roce 1940 byl nahrazen lístkem pro domácnost. Tyto byly vedeny ve dvou verzích jedna pro domácnost a jedna pro úřad na němž byla domácnost vedena.

## Typy přídělových lístků
Existovalo šest základních skupin lístků na přídělové zboží:
1. lístky na potraviny, zavedeny 2. 10. 1939
2. lístky na oděv, zavedeny koncem roku 1939
3. lístky na mýdlo, zavedeny v září 1939
4. tabačenky, zavedeny 3. 11.1941
5. lístky na pohonné hmoty, zavedeny 7. 9. 1939
6. lístky na krmiva pro nezemědělská zvířata, zavedeny na jaře 1943

### Přídělové lístky na potraviny
Byly zavedeny 2. října 1939. Jejich emitentem bylo ministerstvo zemědělství. Lístky byly zaváděny na různé potraviny postupně. Přídělové lístky byly rozdělovány podle typu potraviny (lístky na maso, lístky na tuky, lístky na chléb, atd.). Lístky byly děleny na kmenovou část (jméno, bydliště odběratele, název dodavatele), samotné lístky na potraviny (ústřižky s uvedením množství a typu potraviny) a zbytkovou část, která obsahovala různé informace (např. přídělové recepty). Existovaly také přídavkové lístky, které byly vydávány pro osoby těžce pracující, pracující přes noc, nebo pracující s jedy.
Pokud občan kvůli své profesi často cestoval, byly mu přiděleny tzv. lístky pro cestující a hostince, za něž bylo možné nakupovat u cizích dodavatelů, nebo ve stravovacích zařízeních. Pro stravovací zařízení však existovala různá omezení, postupně zpřísňovaná. Např. od listopadu 1939 se o pátcích nesmělo podávat jídlo s masem; roku 1942 byly také úterky a čtvrtky bezmasými dny).
Na počátku války byla velikost přídělů v protektorátě rozdělena jen podle věku a pracovního zařazení. Od roku 1941 však byly potravinové lístky protektorátních židů označeny písmenem "J". Majitelé takto označených lístků měli zmenšené příděly a nesmělo se jim prodávat některé druhy potravin (například ovoce, med, konzervy, alkohol atd., seznam zakázaných potravin se postupně rozrůstal). Naopak německé rodiny a domácnosti (lístky označené písmenem "D") měly příděly vyšší a navíc dostávaly bonusové příděly (káva, čokoláda, cukrovinky, ovoce) z přebytků a u příležitosti nacistických oslav.
V říjnu 1939 byly týdenní velikosti přídělů následující:
| Komodita                         | Osoby normálně pracující                     | Osoby těžce pracující                         | Osoby nejtíže pracující                       | Děti                                                                                   |
| -------------------------------- | -------------------------------------------- | --------------------------------------------- | --------------------------------------------- | -------------------------------------------------------------------------------------- |
| Chléb                            | 2900 g; 1200 g možno přeměnit na 900 g mouky | 3800 g; 1900 g možno přeměnit na 1425 g mouky | 4800 g; 2100 g možno přeměnit na 1800 g mouky | přiměřeně nižší dávky                                                                  |
| Maso                             | 500 g                                        | 1000 g                                        | 1200 g                                        | bez nároku                                                                             |
| Tuky                             | 210 g                                        | 330 g                                         | 675 g                                         | do 6 let: 80 g másla; od 6 do 14 let: 200 g másla nebo 100 g másla a 100 g jiného tuku |
| Cukry                            | 400 g; jednou ročně 1500 g na zavařování     | 400 g; jednou ročně 1500 g na zavařování      | 400 g; jednou ročně 1500 g na zavařování      | 400 g; jednou ročně 1500 g na zavařování                                               |
| Krupice, kroupy, rýže, těstoviny | dohromady 150 g                              | dohromady 150 g                               | dohromady 150 g                               | dohromady 150 g                                                                        |
| Káva                             | 40 g                                         | 40 g                                          | 40 g                                          | 40 g                                                                                   |
| Kávovinové náhražky              | 160 g                                        | 160 g                                         | 160 g                                         | 160 g                                                                                  |

### Lístky na oděv (šatenky)
Byly zavedeny koncem roku 1939. Emitentem bylo ministerstvo průmyslu, obchodu a živností. Byly vydány v pěti emisích, přičemž každá měla platnost cca jeden rok. Byly barevně rozlišovány pro dívky, chlapce a dospělé. Na tyto lístky bylo také možné nakupovat šicí potřeby. Pro dospívající osoby byly vydávány také přídavkové lístky na oděv.
Existovaly také speciální přídělové lístky na oděv. Kojenecké lístky na něž bylo možno nakoupit kromě ošacení také pleny, vložky do kočárků, nebo nepromokavé podložky. Byly také emitovány lístky na smuteční ošacení, které bylo poskytováno jednou v roce, v případě úmrtí někoho ze členů domácnosti. Existovaly také lístky stejnokrojové, na něž bylo možné nakoupit části služebního stejnokroje. Dodatečné přídělové lístky na šaty dostávaly těhotné a kojící ženy.
Lístky na oděv bylo možné uplatňovat také na území Říše, a naopak lístky říšské bylo možné užívat v protektorátu.
V pozdějších fázích války byly příděl šatstva odepřen Židům (kromě dělníků, kteří měli nárok na pracovní oděv). Naopak zvýšené příděly šatů měli Němci a především členové NSDAP.

### Lístky na mýdlo
Byly zavedeny v září 1939. Byly vydávány stejným ministerstvem, jako lístky na oděv. Tyto lístky neomezovaly pouze nákup mýdla, ale také nákup mýdlového prášku. Muži od sedmnáctého roku života měli nárok na holicí mýdlo. Větší nákup (díky přídavkovým lístkům) byl také umožněn osobám pracujícím ve zdravotnictví a dětem do osmého roku života.

### Tabačenky
Byly zavedeny 3. listopadu 1941. Emitentem bylo ministerstvo financí. Tabáková produkce byla monopolem státu. Tyto přídělové lístky byl určeny pro muže nad 18 let. Tabákové výroby byly zprvu vydávány na lístky, které sloužily na nákup mýdla. Při nákupu tabákových výrobků bylo nutné se přihlásit k jednomu trafikantovi. Tito trafikanti měli určený limit, pokud byl přesažen limit trafikanta, mohl se občan zapsat u nádražní trafiky, které limit neměly.
Výdejní limit tabákových výrobků se v čase měnil. Zpočátku byl limit 30, později 40 cigaret. Následně byl však počet snižován. Tabačenky umožňovaly také v jistém přepočtu prodej cigaretového tabáku, dýmkového tabáku, nebo doutníků. Nárok na přídavkové tabačenky měli těžce pracující.
Na tabačenky neměli nárok Židé výnosem ministerstva financí ze dne 1. října 1941 o vyloučení Židů z odběru tabákových výrobků: "Dodatkem k výnosu ze dne 21. srpna 1941, č. j. 80.227/41-IV/13, uveřejněnému v Úředním listu č. 198 ze dne 23. srpna 1941, o zatímní úpravě prodeje tabákových výrobků, vylučují se s okamžitou účinností z odběru tabákových výrobků Židé, kteří podle policejního nařízení ze dne 1. září 1941 (Věstn. ř. prot. 1941, str. 497) o označování Židů jsou povinni nositi židovskou hvězdu. Vydávání tabákových výrobků jmenovaným jest zakázáno." Mimo ně neměli na tabačenky nárok také trestanci a chovanci v psychiatrických léčebnách.

### Lístky na pohonné hmoty
Zavedeny byly první, a to 7. září 1939. Vydával je úřad říšského protektora. Šéfem sekce, která se starala o tyto příděly, byl Gerhard Eger. Na počátku směly být tyto komodity vydávány pouze německé branné moci, autobusům a nákladní dopravě. Dále byl výdej těchto poukázek upravován na ta nejdůležitější vozidla (policie, ambulance, vozidla SS atd.). Zbytek byl určen německé branné moci.

### Lístky na krmiva pro nezemědělská zvířata
Byly zavedeny na jaře 1943. Emitentem bylo stejné ministerstvo, které emitovalo přídělové lístky na potraviny. Byly vydávány pro tažná zvířata, nebo nezemědělcům, kteří vlastnili drobná zvířata. Tažná zvířata byla rozdělena na: těžké koně, středně těžké koně, lehké koně, muly, mezky a osly. Psi byli uznáváni lovečtí, služební, nebo například slepečtí. Stejně jako pro lidi byl kmenový list, existoval i pro zvířectvo tzv. kmenový list na krmiva. Dále se také poskytovalo krmivo pro tažné voly.